# Монк, Джордж
Джордж Монк, 1-й герцог Албемарл (англ. George Monck, 1st Duke of Albemarle; 6 (16) декабря 1608 — 3 (13) января 1670) — английский полководец и адмирал, архитектор Реставрации королевской власти в Англии в 1660 году.
С 1660 года — барон Монк, барон Бошан, барон Тейз, граф Торрингтон, герцог Албемарл.
Лорд-лейтенант Девона (1660—1670), Ирландии (1660—1662) и Миддлсекса (1662—1670), лорд-казначей Англии (1667—1670).
Его имя носит Албемарл — крупнейший город и административный центр (столица) округа Станли в штате Северная Каролина в США.

## Биография
Родился 6 декабря 1608 года в Грейт Ротебридже (Девон) в зажиточной семье девонширских джентри. Второй сын сэра Томаса Монка (1570—1627) и Элизабет Смит, дочери сэра Джорджа Смита (? — 1619).
В 1626 году служил добровольцем во время экспедиции на испанский порт Кадис, в 1627 году участвовал в неудачной попытке англичан помочь французским гугенотам, осажденным в Ла-Рошели.
В 1629—1637 годах в составе нидерландской армии Джордж Монк сражался против испанцев. В 1638 году после ссоры с гражданскими властями Дордрехта вернулся в Англию, где получил чин подполковника в полку графа Ньюпорта. В 1642—1643 годах участвовал в подавлении восстания в Ирландии.
Во время Гражданской войны в Англии Джордж Монк первоначально был роялистом и сражался за короля Карла I Стюарта против сторонников Парламента. В январе 1644 года в битве при Нантвайче Джордж Монк попал в плен к круглоголовым и два года провёл в Лондонском Тауэре.
После поражения роялистов в 1646 году Джордж Монк был освобожден из заключения, получил чин генерал-майора и отправлен парламентом во главе Английской армии против повстанцев в Ирландии. В 1649 году он заключил перемирие с восставшими ирландцами и вернулся в Англию.
В 1650 году под командованием Оливера Кромвеля Джордж Монк участвовал в подавлении восстания роялистов в Шотландии, где командовал пехотным полком. 3 сентября 1650 года в битве при Данбаре парламентская армия одержала полную победу над шотландцами. После возвращения Кромвеля в Англию Джордж Монк остался в Шотландии и завершил покорение мятежников.
В ноябре 1652 года после смерти одного из трех «морских генералов» Эдварда Пофэма Монк был назначен на его место и участвовал в Первой англо-голландской войне (1652—1654). В 1653 году эскадра под командованием Монка участвовала в Портлендском сражении, а затем он одержал победы над голландским флотом под предводительством адмирала Мартена Тромпа в битвах у мели Габбард (12 июня) и у Схевенингена (10 августа).
В том же 1652 году Джордж Монк женился на Анне Редфорд (урожденной Кларджес) (?—1700), дочери Джона Кларджеса и сестре депутата Томаса Кларджеса (ок. 1618—1695).
В 1654 году после завершения военной кампании против роялистов в Шотландии лорд-протектор Англии Оливер Кромвель назначил генерала Джорджа Монка губернатором Шотландии.
В сентябре 1658 года после смерти Оливера Кромвеля Джордж Монк вначале поддержал его сына и преемника Ричарда, ставшего новым лордом-протектором Англии. 25 мая 1659 года под давлением генерал-майора Джона Ламберта Ричард Кромвель, опиравшийся на парламент, вынужден был уйти в отставку. В октябре 1659 года Ламберт силой разогнал парламент и ввел в Англии военную диктатуру.
Джордж Монк отказался признать военную диктатуру генерала Джона Ламберта и в январе 1660 года во главе своей армии выступил из Шотландии против диктатора. Джон Ламберт во главе своей армии выступил против Монка, но, лишившись поддержки своих солдат, большая часть которых дезертировала, бежал в Лондон. Джордж Монк во главе своих войск без сопротивления вступил в Лондон, получив благодарность восстановленного парламента. 3 марта Джон Ламберт был арестован и заключен в Тауэр.
В марте 1660 года новый парламент призвал короля Карла II Стюарта вернуться в Англию и занять королевский престол. Бредская декларация Карла II, говорившая об амнистии, свободе совести и других мерах, была издана по предложению Монка. За реставрацию королевской власти удостоен титула герцога Албемарла, звания кавалера ордена Подвязки, пожалован большой ежегодной пенсией. Монк стал также шталмейстером, лордом-лейтенантом Ирландии и генерал-капитаном.
В 1665 году Джордж Монк принял участие во Второй англо-голландской войне (1665—1667). 11—14 июня 1666 года в четырехдневном сражении в Дуврском канале английский флот под командованием принца Руперта Пфальцского, Джорджа Монка и Томаса Тэддимана потерпел поражение от голландского флота под предводительством адмирала Михаила де Рюйтера. Однако 4 августа 1666 года в новом сражении у Нортфорланда Монк разгромил голландский флот.
3 января 1670 года 61-летний Джордж Монк скончался в Лондоне. Ему наследовал единственный сын Кристофер Монк (1653—1688), 2-й герцог Албемарл (1670—1688).

## Образ в литературе
- Фигурирует в романе Александра Дюма-отца «Виконт де Бражелон, или Десять лет спустя» (1847—1850).
- Является действующим лицом исторического романа Рафаэля Сабатини «Питомец фортуны» (1923).

### Образ в кино
- «Последний король» (англ. Charles II: The Power & the Passion) — мини-сериал BBC, снятый в 2003 году британским режиссёром Джо Райтом. В роли Монка — Гэри Купер.
- «Тайна королевы Анны, или Мушкетёры тридцать лет спустя» — двухсерийный художественный телефильм, снятый фирмой-студией «Катран» при участии «Одесской киностудии» по мотивам романа «Виконт де Бражелон, или Десять лет спустя». В роли Монка — Арунас Сторпирштис.